# Ларс-Крістофер Вілсвік
Ларс-Крістофер Горст Ян Вілсвік (норв. Lars-Christopher Horst Jan Vilsvik, нар. 18 жовтня 1988, Західний Берлін, Німеччина) — норвезький футболіст, фланговий захисник клубу «Стремсгодсет».

## Клубна кар'єра
Ларс-Крістофер Вілсвік народився у Західному Берліні, Німеччина. У футбол почав грати в німецьких клубах аматорського рівня «Теніс Боруссія» та «Ліхтерфельдер» з Берліна.
У 2010 році Вілсвік повернувся на свою історичну батьківщину — до Норвегії, де приєднався до клубу «Стремсгодсет», з яким уклав трирічну угоду. Згодом Вілсвік ще кілька разів продовжував дію контракту з клубом. У складі «Стремсгодсета» футболіст ставав чемпіоном та призером чемпіонату Норвегії, вигравав національний Кубок.

## Збірна
Мати Вілсвіка має німецьке походження, тому Ларс-Крістофер мав можливість на міжнародному рівні виступати також за збірну Німеччини. Але Валсвік обрав Норвегію і в січні 2012 року на турнірі Кубок короля Таїланду він дебютував у складі національної збірної Норвегії. У збірній Вілсвік провів 5 матчів.

## Досягнення
Стремсгодсет
 Чемпіон Норвегії: 2013
 Переможець Кубка Норвегії: 2010